# Guadagni

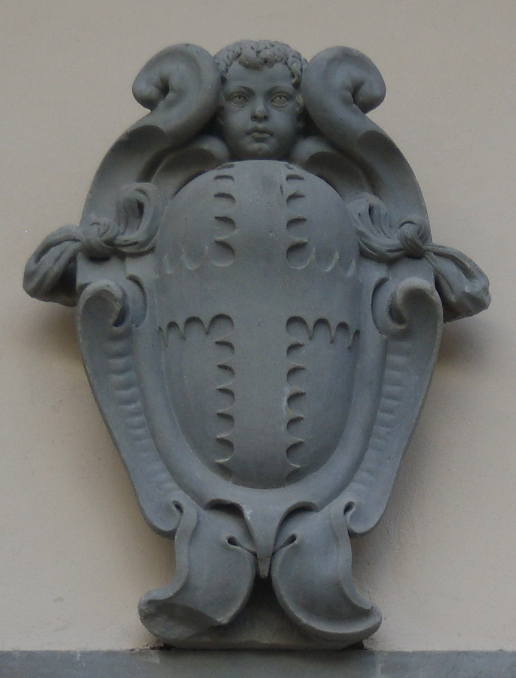
Stemma di Casa Guadagni

I Guadagni sono una nobile famiglia di Firenze.

## Storia familiare
Giunti in città agli inizi dell'XI secolo, furono nel XIII secolo di partito guelfo. Cacciati dopo la battaglia di Montaperti tornarono in città solo nel 1281, ben dopo la sconfitta dei ghibellini.
La famiglia era dedita ai proficui commerci che rendevano Firenze una delle piazze mercantili e finanziarie più ricche d'Europa. Con il successo arrivarono anche le cariche politiche: consoli, priori e Gonfalonieri di Giustizia.
Nel 1433 Bernardo Guadagni, gonfaloniere, si fece persuadere da Rinaldo degli Albizi ad emettere una delibera per imprigionare il "tiranno" Cosimo de' Medici, che venne poco dopo esiliato. Al ritorno di Cosimo dall'esilio, nel 1434 i Guadagni, con tutta la fazione avversa ai Medici, furono esiliati dalla città. In questo periodo la famiglia si stabilì in Francia, dove ebbero residenza a Lione ed a Parigi. Come altre grandi famiglie di fuorusciti fiorentini (gli Strozzi, gli Alamanni, i Gondi, gli Anselmi), l'esilio fu un'occasione per accrescere ancora maggiormente il loro potere e la loro ricchezza.
Nel XVI secolo Tommaso Guadagni era in ottimi rapporti con la corte di Francesco I e i suoi discendenti lo furono di Enrico II e di Caterina de' Medici. Tommaso in particolare, prestò alla Corona cinquantamila ducati per riscattare il re prigioniero di Carlo V, un favore che a suo tempo venne ripagato di grandissimi privilegi, tanto che Tommaso poté lasciare ai suoi eredi un patrimonio enorme, fatto di terre, case e opere d'arte.
Guglielmo Guadagni fu capitano militare per la corona francese nel tardo XVI secolo e l'eco dei suoi successi arrivò fino a Firenze, dove Ferdinando I de' Medici lo chiamò in città per diventare comandante della flotta dell'ordine di Santo Stefano. Nel 1607 riuscì nell'ardua impresa di occupare Bona, in Tunisia, sconfiggendo l'intera flotta turca.

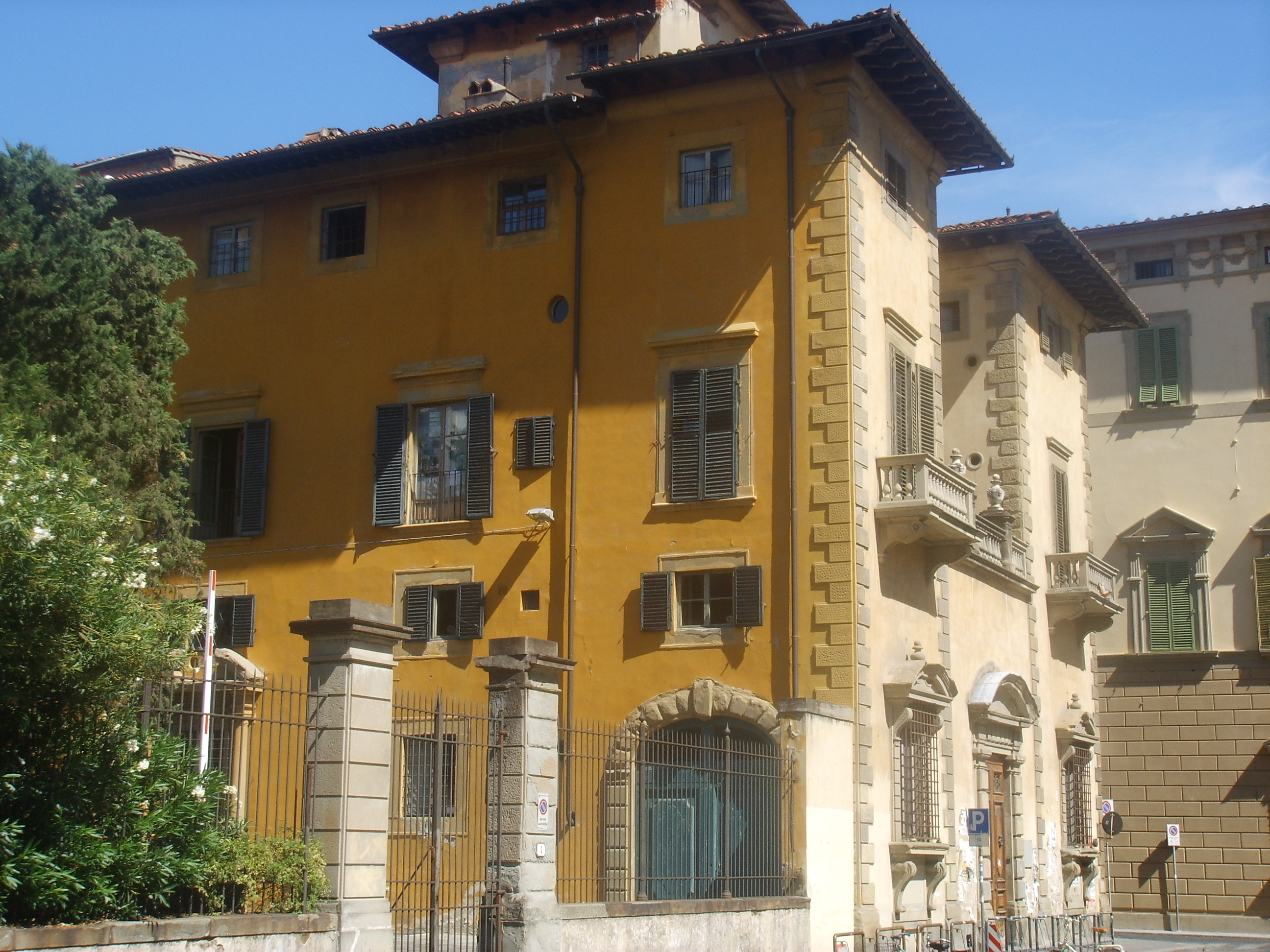
Palazzo di San Clemente, Firenze, eretto per i Guadagni da Gherardo Silvani

Il XVII secolo segna l'apogeo della famiglia, rientrata in Firenze. Qui acquistano nel 1683 il palazzo Dei in piazza Santo Spirito (oggi palazzo Guadagni), oltre a ville e terreni nelle colline.
Nel XVIII secolo Ascanio Guadagni fu generale per l'imperatore d'Austria, Maresciallo, governatore della Bassa Ungheria e comandante militare del Tirolo. Giovanni Antonio Guadagni fu cardinale sotto Clemente XII.
Nel XIX secolo Pietro Guadagni, secondogenito di Giovanbattista Guadagni e Teresa Maria Torrigiani prese il nome di Torrigiani, riscattando l'antica famiglia fiorentina destinata all'estinzione e ereditandone le ingenti proprietà.
La famiglia esiste ancora ed ha la proprietà di alcune ville.. La villa di Masseto che conservava un albero genealogico familiare dipinto da Salvator Rosa, è stata venduta pochi anni orsono, alla morte di Giuliana Ganucci Cancellieri vedova di Vieri Guadagni.

## Stemma

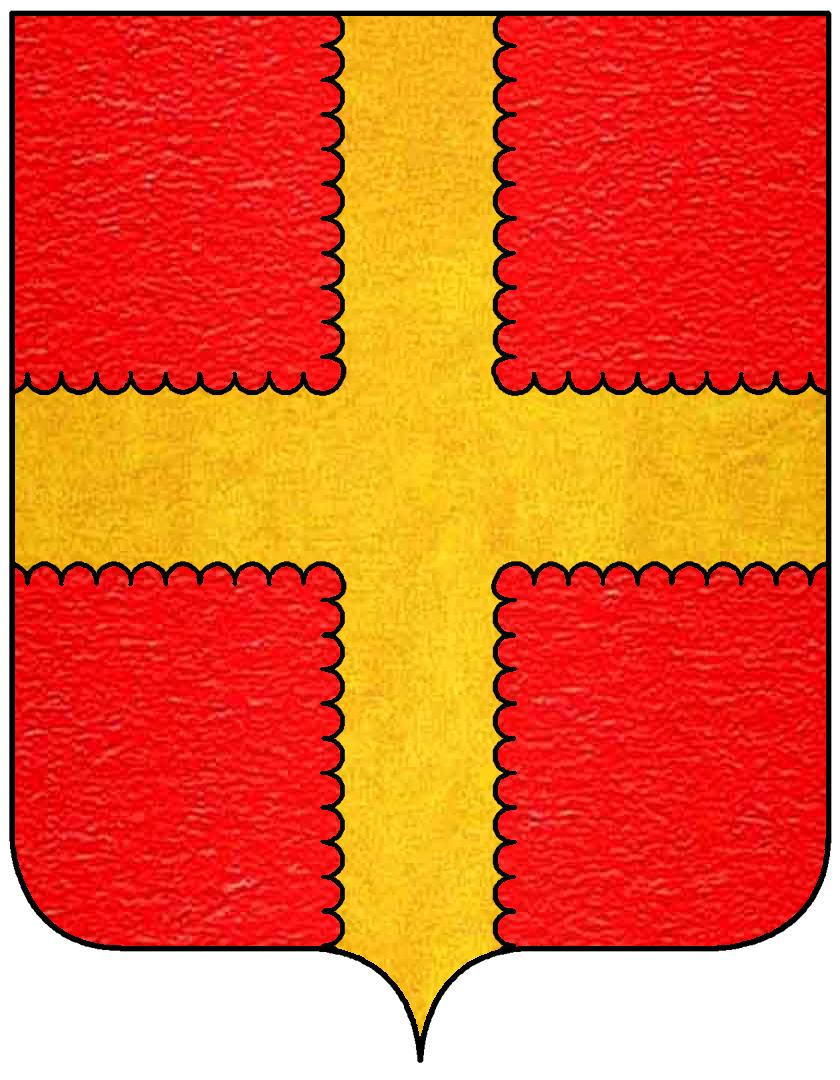
stemma Guadagni (fiorentini, da Guittone)

Lo stemma Guadagni è in campo rosso alla croce spinata d'oro. Il simbolo pare alluda a Croce alla Spina, località di San Martino a Lubaco da dove la famiglia avrebbe avuto origine. L'impresa personale dei membri è spesso l'unicorno, scelto da Vieri Guadagni nel 1409 con il motto Exaltabitur ("sarà esaltato"). Talvolta è stato usato anche il motto in tedesco Ich mach nicht ("io nulla posso").